# ثوم أرمني
ثوم أرمني (الاسم العلمي: Allium armenum) هو نوع من النباتات يتبع جنس الثوم من الفصيلة النرجسية. سمي هذا النوع نسبةً إلى أرمينيا.